# Ла-Круа-сюр-Урк
Ла-Круа́-сюр-У́рк (фр. La Croix-sur-Ourcq) — коммуна во Франции, находится в регионе Пикардия. Департамент коммуны — Эна. Входит в состав кантона Виллер-Котре. Округ коммуны — Шато-Тьерри.
Код INSEE коммуны — 02241.

## Население
Население коммуны на 2010 год составляло 124 человека.
| 1962 | 1968 | 1975 | 1982 | 1990 | 1999 | 2010 |
| ---- | ---- | ---- | ---- | ---- | ---- | ---- |
| 119  | 124  | 96   | 108  | 117  | 91   | 124  |

## Экономика
В 2010 году среди 84 человек трудоспособного возраста (15—64 лет) 54 были экономически активными, 30 — неактивными (показатель активности — 64,3 %, в 1999 году было 60,7 %). Из 54 активных жителей работала 51 человек (27 мужчин и 24 женщины), безработных было 3 (1 мужчина и 2 женщины). Среди 30 неактивных 13 человек были учениками или студентами, 9 — пенсионерами, 8 были неактивными по другим причинам.